# Meteorito Hoba
O meteorito Hoba (também conhecido como Hoba West) é um meteorito que pode ser visto na fazenda de "Hoba West", próximo de Grootfontein, na região de Otjozondjupa na Namíbia. Foi posto a descoberto e, devido à sua grande massa, nunca foi movido do local onde caiu. Calcula-se que a massa principal pese cerca de 60 toneladas, e é o maior meteorito conhecido (num único fragmento) e o mais maciço objeto de ferro de ocorrência natural que se conhece à superfície da Terra.
Estima-se que seu tamanho seja correspondente à maior dimensão que teoricamente um meteorito poderia alcançar ao ingressar na Terra sem ser fragmentado pelo atrito com a atmosfera.

## A queda

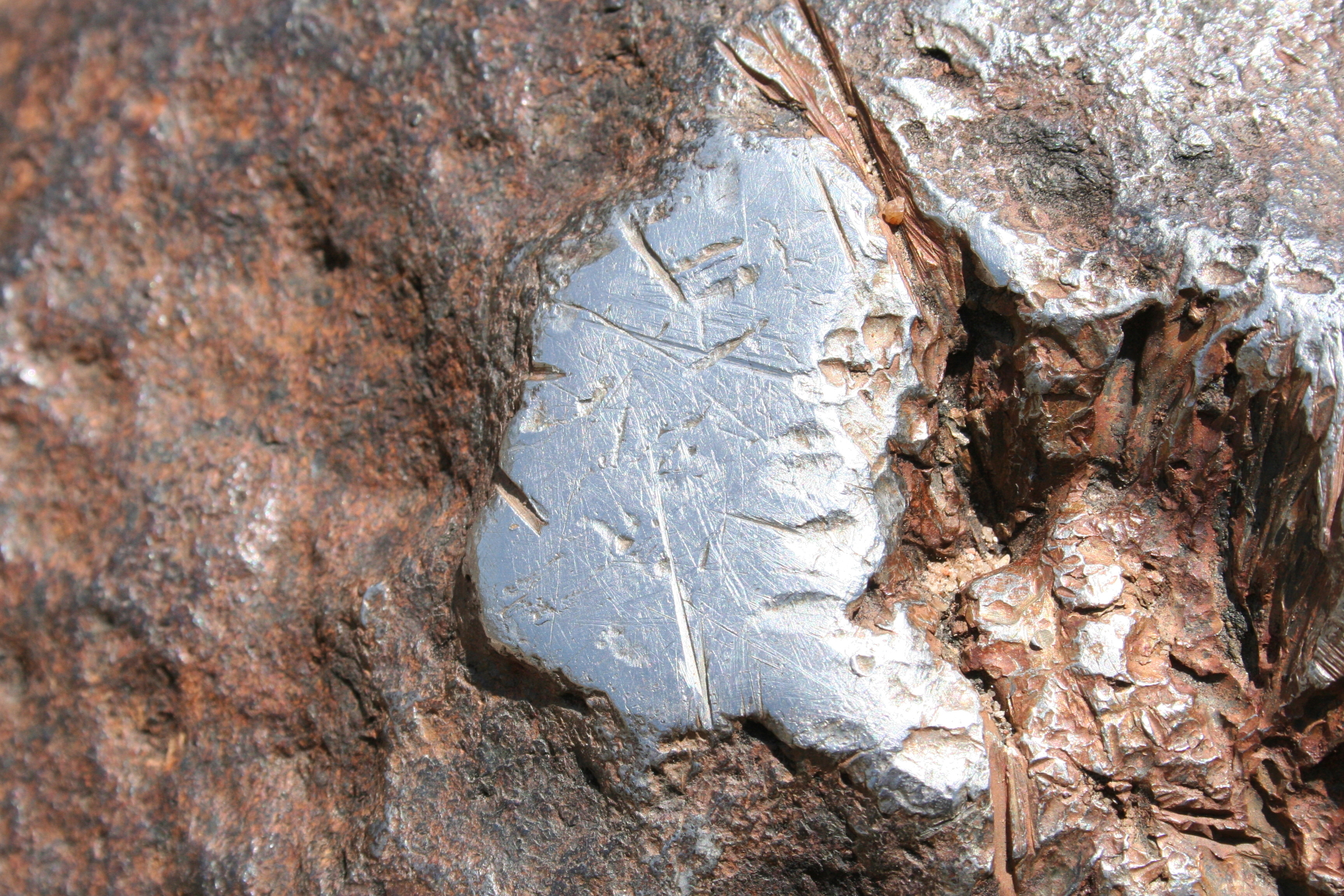
Vandalimo no meteorito.

Pensa-se que o meteorito Hoba tenha caído há menos de 80 000 anos. Inferiu-se que a atmosfera terrestre abrandou o objeto até sua queda, permanecendo assim intacto e causando pouca escavação. O meteorito é incomum pelo facto de ser plano em ambas as superfícies principais, o que possivelmente fez com que ricocheteasse através da atmosfera superior de igual modo que uma pedra plana ricocheteia na água.

## Descoberta
O meteorito Hoba não deixou uma cratera de impacto preservada e a sua descoberta foi fruto do acaso. Diz-se que o proprietário do terreno teria encontrado o objeto enquanto lavrava os seus campos. Durante este trabalho, o fazendeiro ouviu um ruído de metal a ser arranhado, antes do arado ter ficado preso. O meteorito foi escavado pouco tempo depois e identificado por Jacobus Hermanus Brits, cujo relatório foi publicado em 1920. Este relatório pode ser visto no Museu de Grootfontein.

## Descrição e composição
O meteorito Hoba é um corpo metálico com forma tabloide, medindo 2,7 m x 2,7 m x 0,9 m. Em 1920 a sua massa foi estimada em 66 toneladas. A erosão, amostragem científica e o vandalismo reduziram a sua massa ao longo dos anos. Estima-se que a sua massa atual seja de aproximadamente 60 toneladas. A sua composição é de aproximadamente 84% ferro e 16% níquel, com vestígios de cobalto. É classificado como um siderito ataxítico pertencente à classe química IVB, rica em níquel. Devido ao intemperismo a superfície está coberta por uma crosta de hidróxidos de ferro.

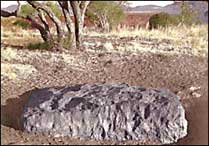
O meteorito Hoba antes da construção dos degraus circulares.

## História moderna

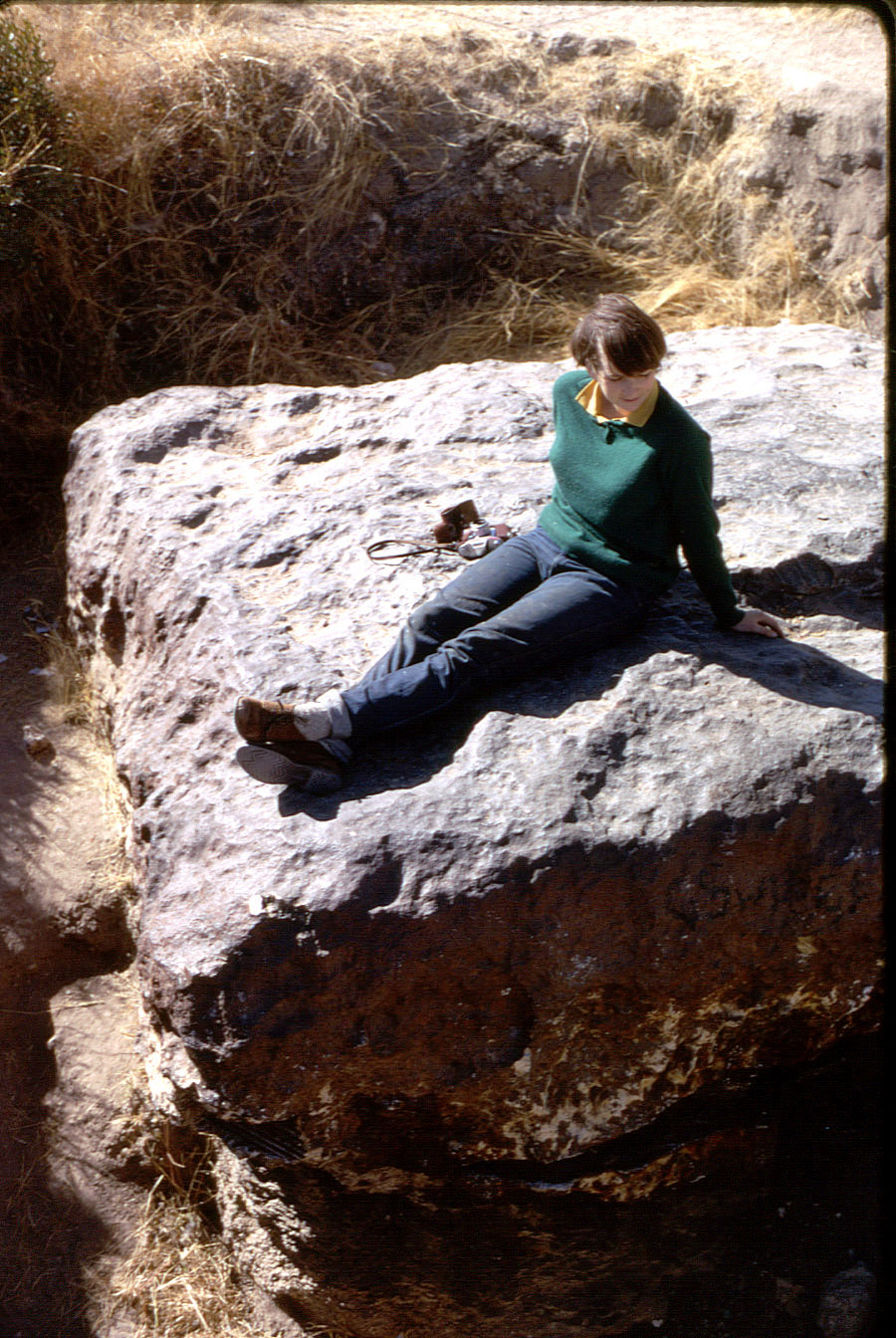
O meteorito Hoba em 1967.

Em 1954, o curador do Museu de História Natural de Nova Iorque tentou comprar o meteorito de Hoba. Contudo, problemas de transporte surgiram devido ao seu imenso peso. Deste modo ele permaneceu em seu local de origem.
Numa tentativa de controlar o vandalismo, o governo da Namíbia (então África do Sudoeste), declarou o meteorito Hoba como Monumento Nacional em 15 de março de 1955, com a permissão da Sra. O. Scheel então proprietária do terreno. Em 1985, a empresa Rossing Uranium Ltd. disponibilizou fundos e meios ao governo namibiano para melhorar a proteção contra o vandalismo. Em 1987, J. Engelbrecht, o proprietário da fazenda "Hoba West" doou o meteorito e o local onde se encontra ao Estado para fins "educativos". Mais tarde nesse ano, o governo abriu um centro turístico no local. Como resultado destes desenvolvimentos, o vandalismo do meteorito cessou e este é agora visitado por milhares de turistas por ano.